# Constant Permeke
Constant Permeke (31. července 1886 Antverpy – 4. ledna 1952 Ostende) byl belgický expresionistický malíř a sochař.

## Život a dílo
Jeho otec Henri Permeke byl malíř a od roku 1897 kurátor výtvarného muzea v Ostende. Constant vystudoval výtvarné akademie v Bruggách a Gentu. Na jeho malířské počátky měli vliv postimpresionista Emile Claus i experimentátor James Ensor, později stál Permeke se svými spolužáky Fritsem Van den Berghem, Gustavem De Smetem a Léonem De Smetem u zrodu vlámského expresionismu, roku 1909 tato skupina založila uměleckou komunitu ve vesnici Sint-Martens-Latem. Ve své tvorbě se Permeke inspiroval především životem zemědělců a rybářů, pro jeho styl byly typické robustně stavěné, silně stylizované figury a využívání tmavých barev, především různých odstínů hnědé. Vedle sociálněkritických témat se věnoval také aktu a krajinomalbě, od třicátých let vynikl jako originální sochař.
Bojoval v první světové válce, byl raněn a po okupaci Belgie i s manželkou a dětmi evakuován do Anglie. Do vlasti se vrátil roku 1919 a usadil se v Ostende, k jeho mezinárodnímu věhlasu přispěla úspěšná výstava v roce 1921 v Paříži. Po krátkém pobytu ve švýcarském Vevey si Permeke roku 1929 pořídil dům s ateliérem ve flanderské vesnici Jabbeke. Za druhé světové války byla jeho díla zakázána jako zvrhlé umění. Po válce byl jmenován ředitelem Královské akademie výtvarných umění v Antverpách, ale brzy rezignoval ze zdravotních důvodů, v závěru života byl upoután na lůžko a odkázán na péči své dcery.
Permeke byl vyobrazen v Belgii na poštovních známkách i na tisícifrankové bankovce. Jeho dům De Vier Winden (U větrné růžice) byl roku 1961 adaptován na pamětní síň spravovanou muzeem v Ostende.

## Galerie

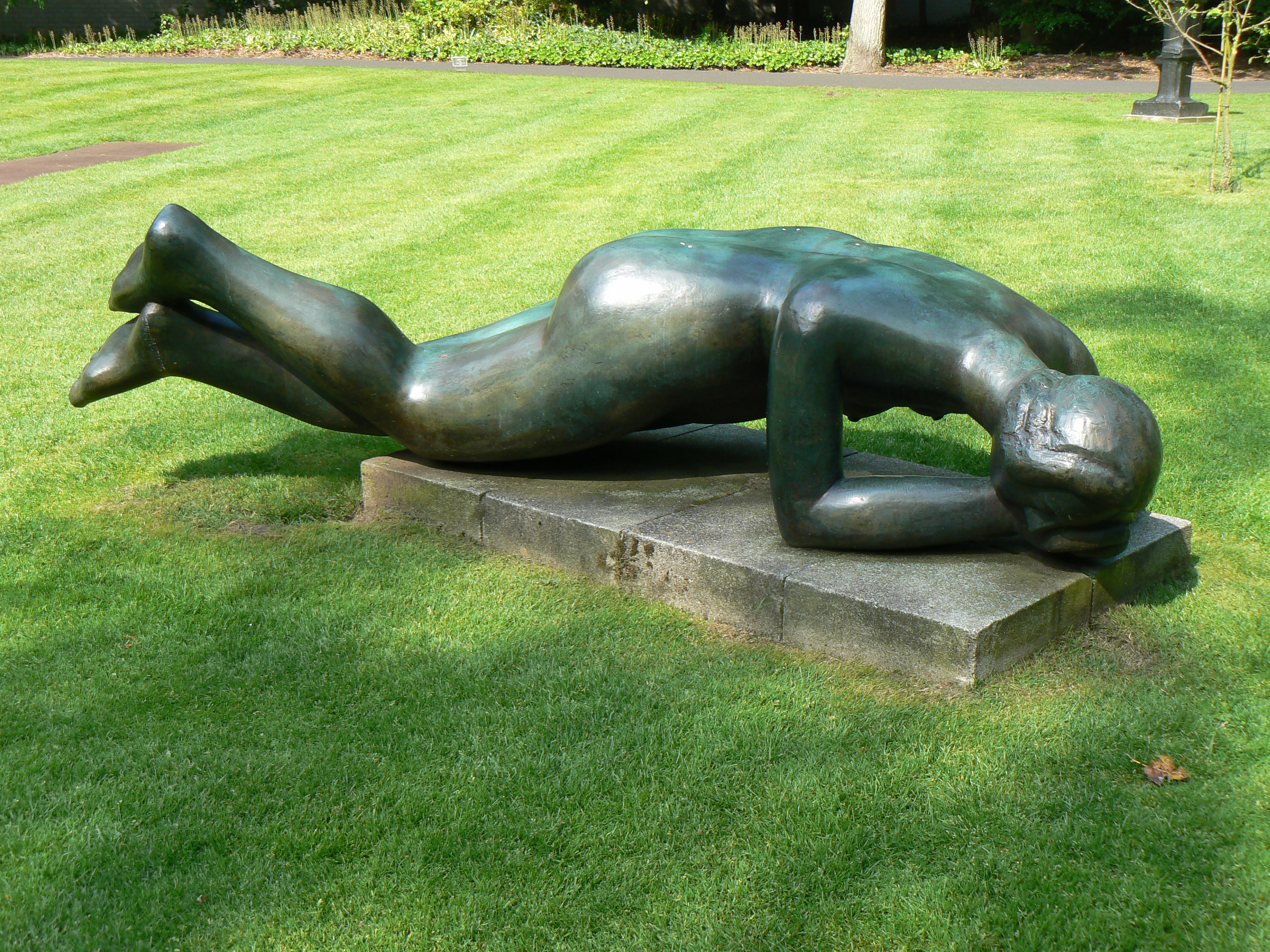
Niobé
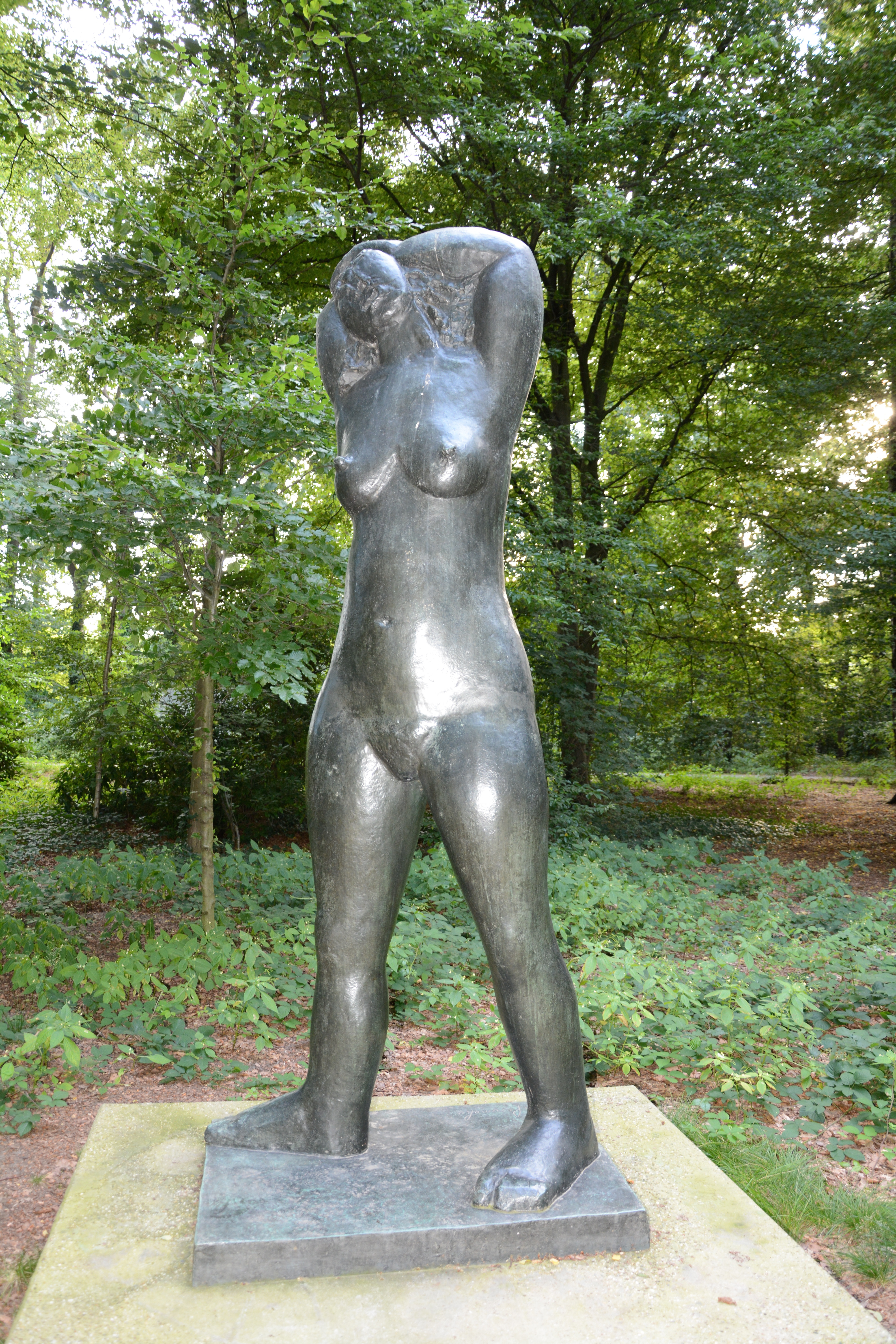
Marie-Lou
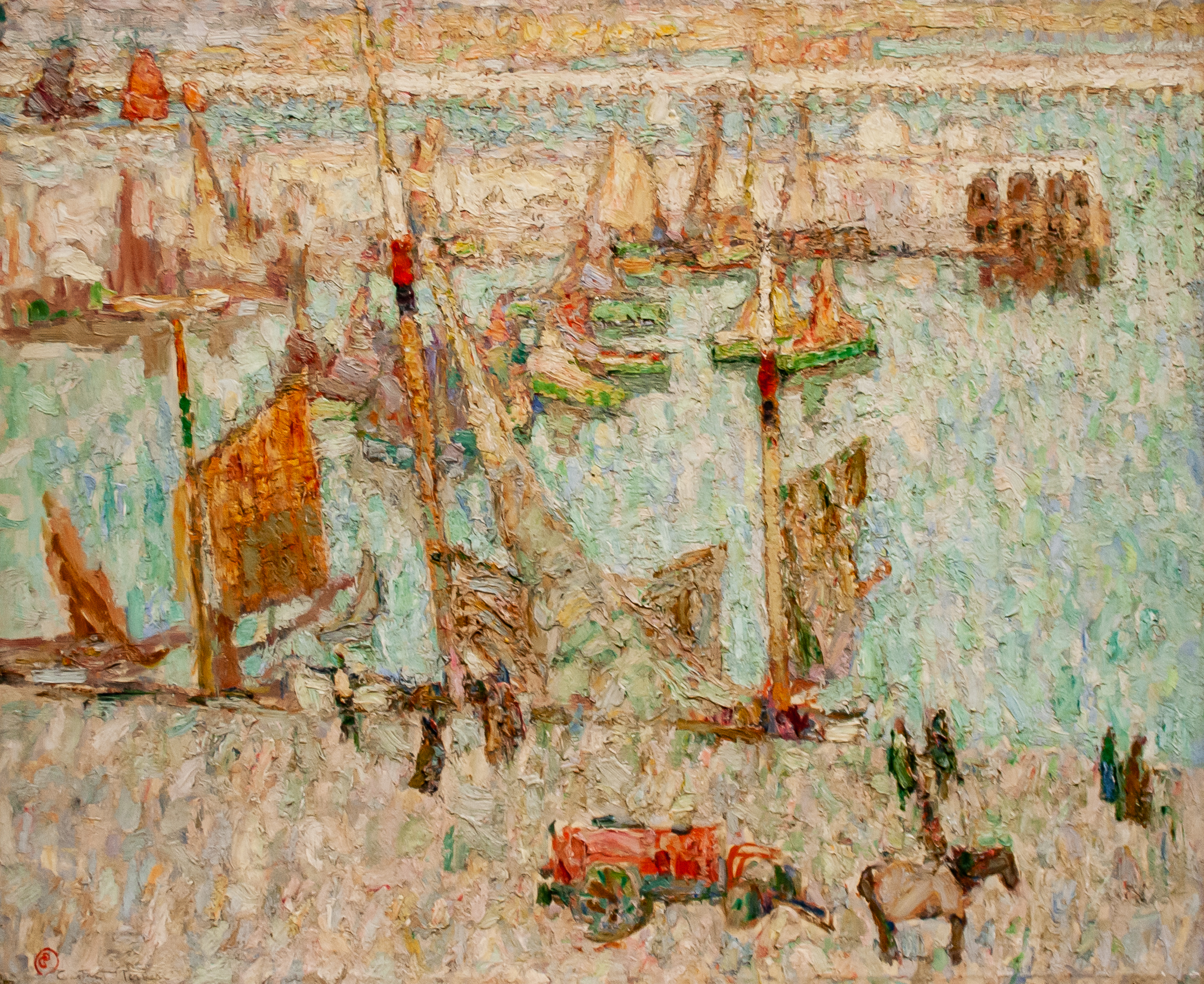
De haven van Oostende
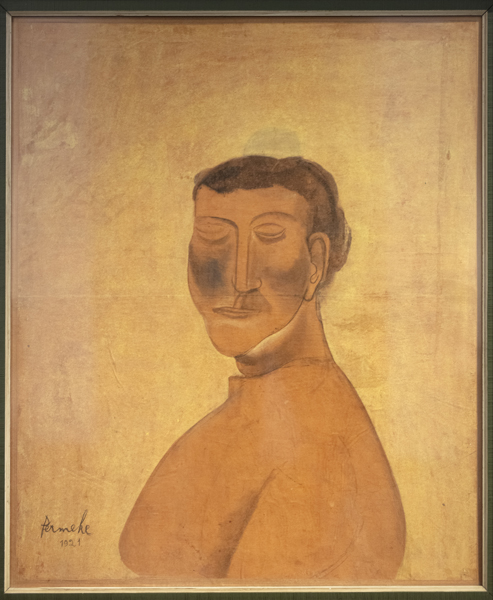
Vissersvrouw (1921)